# Marloes and St Brides

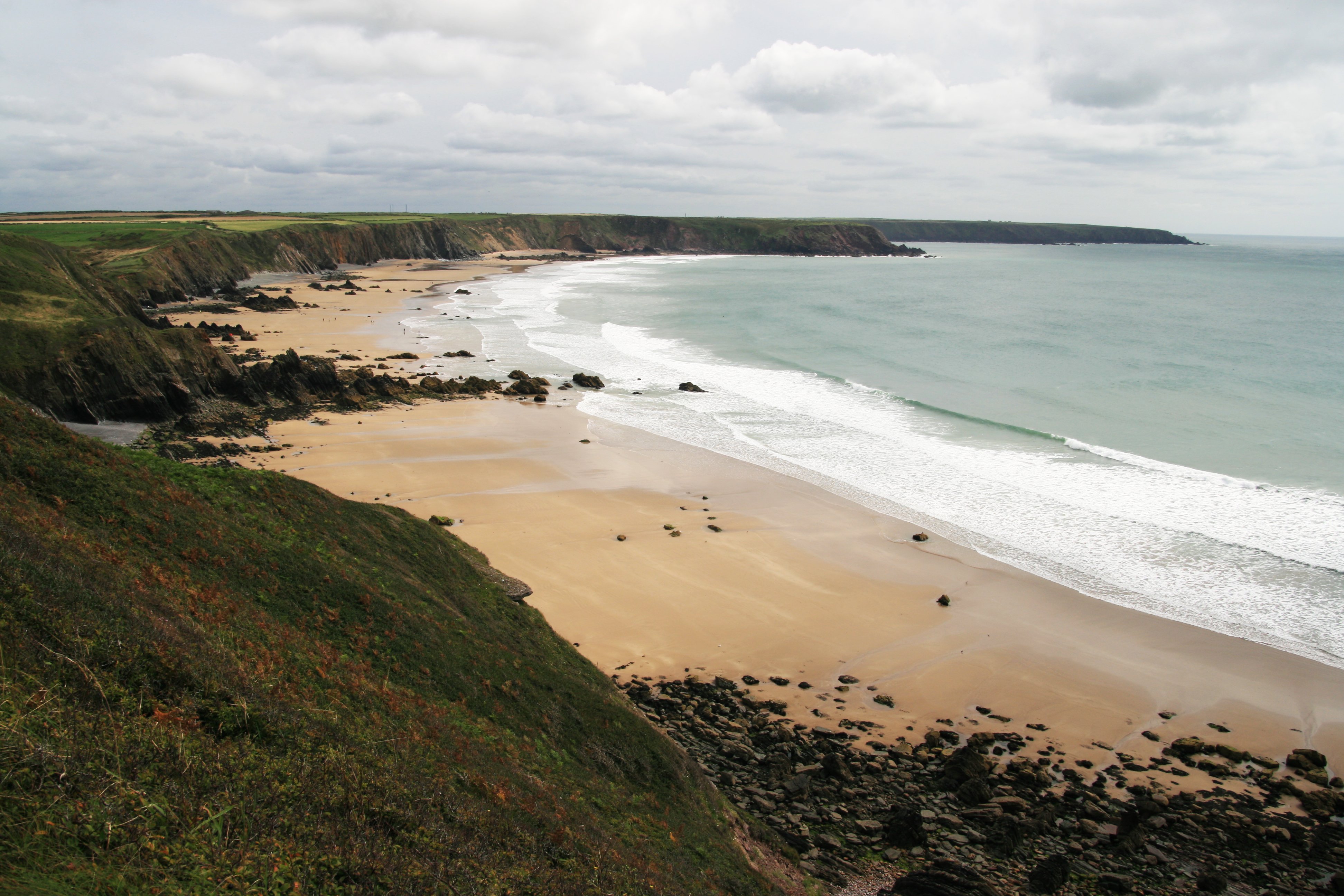
Paysage de Marloes.

Marloes et Saint Brides est une communauté du pays de Galles située dans le comté du Pembrokeshire. Elle est constituée de deux villages qui lui ont donné son nom, Marloes et Saint Brides, et comptait 323 habitants en 2001.
Elle est limitrophe des communautés de Dale, au sud, et de Saint Ishmael's, à l'est.

## Saint Brides

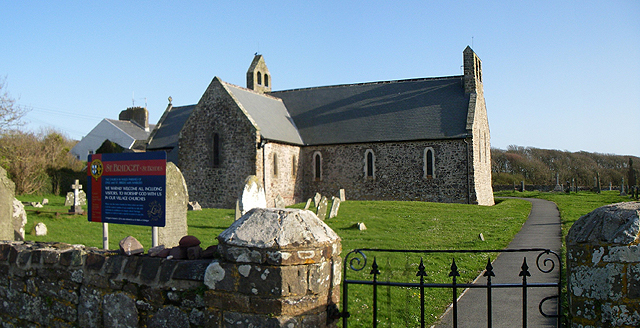
Église Sainte-Brigitte de Saint Brides.

Saint Brides (Sain Ffraid en gallois) se situe à 4,5 km au nord de Marloes, sur la côte sud de la baie de Saint Brides. On y trouve une petite église d'architecture normande, ainsi que le château de Saint Brides, construit au XIXe siècle, devenu par la suite sanatorium sous le nom de Kensington Hospital. C'est aujourd'hui un complexe touristique.
Saint Brides abrite également un camp de scouts.